# 국가지원지방도 제49호선
국가지원지방도 제49호선은 전라남도 해남군 화원면 구지 교차로에서 강원특별자치도 원주시 문막읍 건등사거리까지 잇는 국가지원지방도이다. 경상북도 상주시와 충청북도 영동군, 전북특별자치도 무주군을 가장 빠르게 이어준다. 국가지원지방도에서 순수 노선으로는 가장 긴 구간에 속하고 있다.
충청북도 음성군 소이면 ~ 충주시 신니면 구간은 도로가 끊어져 있었지만 2016년 7월 13일 지방도 제306호선의 음성군 음성읍 ~ 충주시 신니면 구간으로 노선이 변경되었다.

## 역사
1994년 '해남 ~ 원주선'이라는 이름으로 국도 제49호선을 신설하기로 계획되었던 도로가 시초이며, 당시 연장은 378km로 정해져 있었다. 그러나 국가 재정 부족으로 국도로 승격되지 못했으며 구상된 노선은 폐기되지 않고 국가지원지방도로 지정되었다.
- 1996년 7월 19일 : 전라남도 해남군 문내면 ~ 강원도 원주시 구간을 국가지원지방도 제49호 해남 ~ 원주선으로 지정[2]
- 1997년 12월 30일 : 2001년 12월까지 금천 ~ 시계간 도로(나주시 금천면 석전리 ~ 신가리) 확포장공사를 위해 2.615km 구간 도로구역 변경, 동화 ~ 남평간 도로(장성군 동화면 월산리 ~ 구림리) 확포장공사를 위해 4.975km 구간 도로구역 변경, 문내 ~ 화원간 도로(해남군 문내면 동외리 ~ 청룡리) 확포장공사를 위해 10.7km 구간 도로구역 변경, 삼포 ~ 산호간 도로(영암군 삼호읍 삼포리 ~ 용앙리) 확포장공사를 위해 5.8km 구간 도로구역 변경[3]
- 1998년 5월 21일 : 노선 신설에 따른 도로 개설 공사 시행을 위해 광주광역시 남구 승촌동 ~ 광산구 본덕동 3.605km 구간과 광주광역시 광산구 오산동 1.1km 구간 도로구역 변경[4]
- 2001년 12월 28일 : 괴산군 문광면 광덕리 2.96km 구간과 괴산군 청천면 사기막리 ~ 지촌리 2.54km 구간 확·포장 개통[5]
- 2003년 1월 3일 : 지촌 ~ 덕평간 도로(괴산군 청천면 지촌리) 530m 구간 개통[6]
- 2004년 10월 4일 : 모서우회도로(상주시 모서면 삼포리 ~ 지산리) 2.38km 구간 개통, 기존 2.09km 구간 폐지[7]
- 2004년 12월 13일 : 문내 ~ 화원간 도로 확포장공사 기간을 2006년 12월까지로 연기[8]
- 2005년 1월 10일 : 금천 ~ 시계간 도로(광주광역시 남구 승촌동 ~ 전라남도 나주시 금천면 석전리) 2.62km 구간 개통[9]
- 2005년 6월 4일 : 2010년 12월까지 화원 ~ 삼포간 도로(해남군 화원면 영호리 ~ 영암군 삼호읍 삼포리) 확포장공사 11.79km 구간 도로구역 변경[10]
- 2007년 3월 2일 : 경부고속도로 확장으로 영동군 황간면 소계리 793m 구간 이설 개통[11]
- 2008년 1월 18일 : 마령 ~ 진안간 도로(진안군 성수면 외궁리 ~ 진안읍 연장리) 9.8km 구간 개통[12]
- 2008년 1월 25일 : 마령 ~ 진안간 도로 구 도로 구간 노선 지정 해제[13]
- 2008년 12월 26일 : 충청북도 구간 도로구역 지정[14]
- 2009년 1월 2일 : 임실군 신평면 원천리 ~ 대리 5.576km 구간 개통[15]
- 2009년 2월 6일 : 괴산군 청천면 송면리 ~ 운교리 구간 개통[16]
- 2009년 6월 1일 : 지석대교 ~ 월산 교차로(광주광역시 남구 승촌동 ~ 광산구 오산동) 22.1km 구간을 자동차 전용도로로 지정[17]
- 2009년 6월 26일 : 2009년 6월 26일 : 2010년 12월까지 순창 ~ 정읍간 도로 1공구(장성군 북하면 중평리) 확포장공사를 위해 140m 구간 도로구역 변경[18]
- 2009년 8월 20일 : 2010년 7월까지 화원 ~ 삼포간 도로(해남군 화원면 영호리 ~ 영암군 삼호읍 삼포리) 확포장공사를 위해 11.79km 구간을 11.98km로 변경[19]
- 2009년 12월 11일 : 충주시 앙성면 모점리 220m 구간 위험도로 구조 개선[20]
- 2010년 1월 15일 : 중원산업단지 진입도로 개설[21]
- 2010년 1월 27일 : 화원 ~ 삼포간 도로 공사기간을 2012년 12월까지로 연기[22]
- 2010년 2월 11일 : 정읍 ~ 완주간 도로(정읍시 산외면 평사리 ~ 화죽리) 4.14km 구간 개통[23]
- 2010년 11월 19일 : 2017년 10월까지 일로 ~ 몽탄간 도로(무안군 삼향면 용포리 ~ 몽탄면 명산리) 확포장공사를 위해 8.5km 구간 도로구역 변경, 2017년 10월까지 몽탄 ~ 동강간 도로(나주시 동강면 장동리 ~ 진천리) 확포장공사를 위해 5.98km 구간 도로구역 결정[24]
- 2011년 7월 15일 : 정읍 ~ 완주간 도로(정읍시 칠보면 시산리 ~ 완주군 구이면 백여리) 13.53km 구간 개통[25]
- 2012년 5월 19일 : 화원 ~ 삼포간 도로(해남군 화원면 구지리 ~ 영호리) 1.5km 구간 임시 개통[26]
- 2012년 7월 6일 : 금고 ~ 비산간 도로 확포장공사에 의해 음성군 소이면 금고리 ~ 비산리 3.2km 구간 도로구역 변경[27]
- 2012년 7월 11일 : 본덕 ~ 임곡간 도로 1공구(광주광역시 광산구 본덕동 ~ 지평동) 8.9km 구간 개통[28]
- 2012년 7월 27일 : 정읍시 칠보면 시산리 ~ 완주군 구이면 백여리 13.53km 구간 노선 변경[29]
- 2012년 12월 14일 : 순창군 복흥면 지선리 ~ 쌍치면 종곡리 10.64km 구간으로 노선 변경[30]
- 2012년 10월 12일 : 14일까지 화원 ~ 삼포간 도로 중 영암군 삼호읍 삼포리 3.8km 구간 임시 개통[31]
- 2012년 12월 26일 : 화서 ~ 화북간 도로(상주시 화서면 신봉리 ~ 화북면 장암리) 18.506km 구간 개통[32]
- 2013년 1월 18일 : 화원 ~ 삼포간 도로 중 해남군 화원면 구지리 ~ 산이면 금호리 4.0km 구간 확장 개통[33]
- 2013년 2월 4일 : 본덕 ~ 임곡간 도로 2공구(광주광역시 광산구 지평동 ~ 사호동) 7.6km 구간 개통[34]
- 2013년 2월 5일 : 3월 31일까지 화원 ~ 삼포간 도로 중 영암군 삼호읍 삼포리 1.0km 구간 임시 개통[35]
- 2013년 4월 5일 : 화원 ~ 삼포간 도로 중 영암군 삼호읍 삼포리 1.0km 구간 임시 개통 기간을 5월 31일까지로 연장[36]
- 2013년 6월 5일 : 화원 ~ 삼포간 도로 중 영암군 삼호읍 삼포리 1.0km 구간 임시 개통 기간을 6월 30일까지로 연장[37]
- 2013년 10월 4일 : 화원 ~ 삼포간 도로 중 영암군 삼호읍 삼포리 3.8km 구간 임시 개통[38]
- 2013년 11월 12일 : 진안군 정천면 월평리 ~ 상전면 월포리 3.4km 구간 개통[39]
- 2014년 1월 10일 : 화원 ~ 삼포간 도로(해남군 화원면 영호리 구지 교차로 ~ 영암군 삼호읍 삼포리 삼호 교차로) 12.0km 구간 확장 개통[40]
- 2014년 3월 21일 : 신니 ~ 노은간 도로(충청북도 충주시 신니면 신청리 ~ 노은면 문성리) 6.24km 구간 개통[41]
- 2014년 5월 22일 : 화원 ~ 삼포간 도로 개통으로 인해 기존 해남군 화원면 영호리 ~ 산이면 금호리 2.2km 구간과 영암군 삼호읍 삼포리 3.9km 구간 폐지[42]
- 2014년 5월 30일 : 성산교(진안군 동향면 성산리 ~ 자산리) 870m 구간, 진안군 동향면 대량리 ~ 자산리 210m 구간 개량 개통[43]
- 2015년 3월 19일 : 2020년까지 북하 ~ 도계간 도로(장성군 북하면 중평리) 확포장공사를 위해 3.5km 구간 도로구역 변경[44][45]
- 2016년 7월 13일 : 기존 음성군 소이면 ~ 충주시 신니면 구간을 노선 지정에서 해제하고 국도 제36호선 및 국도 제3호선과 중복되는 음성읍을 경유하는 구간으로 노선 변경. 이에 따라 총 연장이 464.3km에서 479.0km로 연장.[46]
- 2017년 1월 20일 : 계곡 ~ 신덕간 도로(완주군 구이면 백여리 ~ 임실군 신덕면 신흥리) 5.64km 구간 확장 개통, 기존 소금바위재(완주군 구이면 백여리 ~ 임실군 신덕면 삼길리) 7.1km 구간 폐지[47]
- 2017년 12월 29일 : 몽탄 ~ 동강간 도로(나주시 동강면 진천리 동강 교차로 ~ 옥정리 몽송 교차로) 3.96km 구간 부분 개통[48]
- 2018년 1월 8일 : 몽탄 ~ 동강간 도로 개통에 따라 기존 나주시 동강면 옥정리 ~ 월양리 3.3km 구간 폐지[49]
- 2018년 12월 28일 : 음성군 원남면 구안리 ~ 소이면 충도리 620m 구간과 금고 ~ 비산간 도로(음성군 소이면 금고리 ~ 비산리) 2.1km 구간 확장 개통, 기존 음성군 원남면 구안리 430m 구간과 음성군 소이면 금고리 ~ 비산리 총 1.69km 구간 폐지[50]
- 2019년 9월 11일 : 추석 연휴 기간인 9월 16일까지 영산강대교(무안군 일로읍 복룡리 ~ 나주시 동강면 옥정리) 4.0km 구간 임시 개통[51]
- 2020년 1월 9일 : 일로 ~ 몽탄간 도로(나주시 동강면 옥정리 몽송 교차로 ~ 무안군 삼향읍 남악리 남악 분기점) 10.5km 구간 개통[52], 기존 나주시 동강면 옥정리 ~ 무안군 일로읍 청호리 22.4km 구간 폐지[53]
- 2020년 9월 24일 : 북하 ~ 도계간 도로(장성군 북하면 중평리) 3.5km 구간 확장 개통, 기존 500m 구간 폐지[54]
- 2021년 9월 10일 : 노은 ~ 북충주IC간 도로(충주시 노은면 문성리 ~ 신효리) 220m 구간 확장 개통[55]
- 2022년 1월 7일 : 원주 부론 일반산업단지 진입도로(원주시 문막읍 후용리 ~ 부론면 노림리) 4.01km 구간 확장 개통, 기존 4.5km 구간 폐지[56]
- 2022년 9월 7일 : 도계 ~ 석정간 도로(전라남도 장성군 북일면 문암리 ~ 전라북도 고창군 고창읍 월산리 2.65km 구간 확장 개통[57]
- 2023년 9월 2일 : 포진 ~ 문막간 도로(원주시 문막읍 후용리 ~ 문막리) 2.88km 구간 확장 개통, 기존 원주시 문막읍 후용리 ~ 포진리 총 850m 구간 폐지[58]

## 주요 경유지
전라남도
- 해남군 (화원면 - 산이면) - 영암군 (삼호읍 - 학산면 - 삼호읍 - 미암면 - 삼호읍 - 학산면) - 무안군 (일로읍 - 몽탄면) - 나주시 (동강면 - 공산면 - 왕곡면 - 동수동 - 왕곡면 - 대기동 - 부덕동 - 평산동 - 관정동 - 평산동 - 금천면)

광주광역시
- 남구 (승촌동 - 양촌동) - 광산구 (용봉동 - 본덕동 - 하산동 - 요기동 - 연산동 - 용곡동 - 지정동 - 지평동 - 송산동 - 남산동 - 송치동 - 산수동 - 선동 - 임곡동 - 사호동 - 광산동 - 오산동)

전라남도
- 장성군 (동화면 - 황룡면 - 서삼면 - 북일면)

전북특별자치도
- 고창군 고창읍

전라남도
- 장성군 (북이면 - 북하면)

전북특별자치도
- 순창군 복흥면 - 정읍시 (내장동 - 쌍암동 - 부전동 - 칠보면 - 산외면) - 완주군 구이면 - 임실군 (신덕면 - 신평면 - 관촌면) - 진안군 (성수면 - 마령면 - 진안읍 - 부귀면 - 정천면 - 진안읍 - 상전면 - 진안읍 - 동향면) - 무주군 (안성면 - 적상면 - 설천면)

충청북도
- 영동군 (용화면 - 상촌면 - 매곡면 - 황간면)

경상북도
- 상주시 (모동면 - 모서면 - 화동면 - 화남면 - 화서면 - 화북면)

충청북도
- 괴산군 (청천면 - 문광면 - 괴산읍 - 소수면) - 음성군 (원남면 - 소이면 - 음성읍) - 충주시 (신니면 - 노은면 - 앙성면)

강원특별자치도
- 원주시 (부론면 - 문막읍 - 지정면 - 흥업면 - 호저면 - 우산동)

## 노선
- (■): 자동차 전용도로 구간

### 전라남도(광주광역시 이남 지역)
| 이름                            | 접속 노선                      | 소재지                                                                         | 소재지                        | 비고                                                                    |
| ------------------------------- | ------------------------------ | ------------------------------------------------------------------------------ | ----------------------------- | ----------------------------------------------------------------------- |
| 구지 교차로                     | 국도 제77호선 (관광로)         | 해남군                                                                         | 화원면                        | 기점                                                                    |
| 영호2교                         |                                | 해남군                                                                         | 화원면                        |                                                                         |
| 별암 교차로                     | 산단로                         | 해남군                                                                         | 화원면                        |                                                                         |
| 금호방조제 금호갑문             |                                | 해남군                                                                         | 화원면                        |                                                                         |
|                                 | 산이면                         | 해남군                                                                         |                               |                                                                         |
| 금호1 교차로                    | 산두길                         | 해남군                                                                         |                               |                                                                         |
| 금호2 교차로                    | 금호길                         | 해남군                                                                         |                               |                                                                         |
| 달도갑문                        |                                | 해남군                                                                         |                               |                                                                         |
| 달도 교차로                     | 지방도 제806호선 (산이로)      | 해남군                                                                         |                               |                                                                         |
| 산이교                          |                                | 해남군                                                                         |                               |                                                                         |
| 광장 교차로                     | 해남광장                       | 해남군                                                                         |                               |                                                                         |
| 영암방조제                      |                                | 해남군                                                                         |                               |                                                                         |
|                                 | 영암군                         | 삼호읍                                                                         |                               |                                                                         |
| 산단 교차로                     | 영암군                         | 삼호읍                                                                         | 대불로                        | 상행 진입 불가 하행 진출 불가                                           |
| 삼포대교 영암1교                | 영암군                         | 삼호읍                                                                         |                               |                                                                         |
| 영암 교차로                     | 영암군                         | 삼호읍                                                                         | 황도로                        |                                                                         |
| 삼포2교 삼포3교 삼포4교 삼포5교 | 영암군                         | 삼호읍                                                                         |                               |                                                                         |
| 삼포 교차로 (삼포고가차도)      | 영암군                         | 삼호읍                                                                         | 지방도 제806호선 (에프원로)   | 지방도 제806호선과 중복                                                 |
| 난대 교차로                     | 영암군                         | 삼호읍                                                                         | 난전로                        | 지방도 제806호선과 중복                                                 |
| 대불 교차로                     | 영암군                         | 삼호읍                                                                         | 대불산단로                    | 지방도 제806호선과 중복                                                 |
| 용앙 교차로                     | 영암군                         | 삼호읍                                                                         | 지방도 제806호선 (삼호중앙로) | 지방도 제806호선과 중복                                                 |
| 저두 교차로                     | 영암군                         | 삼호읍                                                                         | 저두길                        |                                                                         |
| (이름 없음)                     | 영암군                         | 삼호읍                                                                         | 대불주거로                    |                                                                         |
| 용두 교차로                     | 영암군                         | 삼호읍                                                                         | 용앙용두길                    |                                                                         |
| 호등 교차로                     | 영암군                         | 삼호읍                                                                         | 녹색로                        |                                                                         |
| 계획중                          | 영암군                         | 삼호읍                                                                         |                               | 미개통 구간                                                             |
| 계획중                          | 영암군                         | 학산면                                                                         |                               | 미개통 구간                                                             |
| 계획중                          | 영암군                         | 삼호읍                                                                         |                               | 미개통 구간                                                             |
| 계획중                          | 영암군                         | 미암면                                                                         |                               | 미개통 구간                                                             |
| 계획중                          | 영암군                         | 삼호읍                                                                         |                               | 미개통 구간                                                             |
| 계획중                          | 영암군                         | 학산면                                                                         |                               | 미개통 구간                                                             |
| 계획중                          |                                | 무안군                                                                         | 일로읍                        | 미개통 구간                                                             |
| 청호 교차로                     | 국도 제2호선 (무영로)          | 무안군                                                                         | 일로읍                        | 국도 제2호선과 중복                                                     |
| 청호교 죽산2교 죽산1교          |                                | 무안군                                                                         | 일로읍                        | 국도 제2호선과 중복                                                     |
| 남창천교                        |                                | 무안군                                                                         | 일로읍                        | 국도 제2호선과 중복                                                     |
|                                 | 삼향읍                         | 무안군                                                                         |                               | 국도 제2호선과 중복                                                     |
| 남악 분기점                     | 국도 제2호선 (무영로) 후광대로 | 무안군                                                                         |                               | 국도 제2호선과 중복                                                     |
| 용계천교                        |                                | 무안군                                                                         |                               |                                                                         |
| 남창천교                        |                                | 무안군                                                                         |                               |                                                                         |
|                                 | 일로읍                         | 무안군                                                                         |                               |                                                                         |
| 남창 교차로                     |                                | 무안군                                                                         |                               |                                                                         |
| 소지 교차로                     | 일로로                         | 무안군                                                                         |                               |                                                                         |
| 덕돈천교                        |                                | 무안군                                                                         |                               |                                                                         |
| 청룡 교차로                     | 지방도 제820호선 (백련로)      | 무안군                                                                         |                               |                                                                         |
| (졸음쉼터)                      |                                | 무안군                                                                         |                               |                                                                         |
| 송정 교차로                     | 산정길                         | 무안군                                                                         |                               |                                                                         |
| 사교천교                        |                                | 무안군                                                                         |                               |                                                                         |
| 사교 교차로                     | 백련로                         | 무안군                                                                         |                               |                                                                         |
| (생태통로)                      |                                | 무안군                                                                         | 몽탄면                        |                                                                         |
| 당호 나들목 (당호천교)          | 갈산길                         | 무안군                                                                         | 몽탄면                        |                                                                         |
| 영산강대교                      |                                | 무안군                                                                         | 몽탄면                        |                                                                         |
|                                 | 나주시                         | 동강면                                                                         |                               |                                                                         |
| 몽송 교차로                     | 나주시                         | 동강면                                                                         | 동강로                        |                                                                         |
| 대전 교차로                     | 나주시                         | 동강면                                                                         | 곡천로                        |                                                                         |
| 월양터널                        | 나주시                         | 동강면                                                                         |                               | 연장 70m                                                                |
| 월양 교차로                     | 나주시                         | 동강면                                                                         | 동강로                        |                                                                         |
| 오습교                          | 나주시                         | 동강면                                                                         |                               |                                                                         |
| 동강 교차로                     | 나주시                         | 동강면                                                                         | 국도 제23호선 (진천길)        | 국도 제23호선과 중복                                                    |
| 진천교                          | 나주시                         | 동강면                                                                         |                               | 국도 제23호선과 중복                                                    |
| 성남천교                        | 나주시                         | 동강면                                                                         |                               | 국도 제23호선과 중복                                                    |
|                                 | 나주시                         | 공산면                                                                         |                               | 국도 제23호선과 중복                                                    |
| 동촌 교차로                     | 나주시                         | 화성길                                                                         |                               | 국도 제23호선과 중복                                                    |
| 이동 교차로                     | 나주시                         | 공산로 이동길                                                                  |                               | 국도 제23호선과 중복                                                    |
| 공산 교차로                     | 나주시                         | 지방도 제801호선 (마한로)                                                      |                               | 국도 제23호선과 중복                                                    |
| 공산교                          | 나주시                         |                                                                                |                               | 국도 제23호선과 중복                                                    |
| 금곡 교차로                     | 나주시                         | 공산로 원금곡길                                                                |                               | 국도 제23호선과 중복                                                    |
| 복사초리삼거리                  | 나주시                         | 지방도 제821호선 (자미로)                                                      |                               | 국도 제23호선과 중복                                                    |
| 신포 교차로                     | 나주시                         | 청송로                                                                         | 왕곡면                        | 국도 제23호선과 중복                                                    |
| 박포 교차로                     | 나주시                         | 화정로                                                                         | 왕곡면                        | 국도 제23호선과 중복                                                    |
| 화정1교 화정2교                 | 나주시                         |                                                                                | 왕곡면                        | 국도 제23호선과 중복                                                    |
| 화정 교차로                     | 나주시                         | 월천화정길                                                                     | 왕곡면                        | 국도 제23호선과 중복                                                    |
| 덕산 교차로                     | 나주시                         | 덕산길                                                                         | 왕곡면                        | 국도 제23호선과 중복                                                    |
| 혁신산단왕곡교차로              | 나주시                         | 혁신산단5길                                                                    | 이창동                        | 국도 제23호선과 중복                                                    |
| 동수 교차로                     | 나주시                         | 국도 제1호선 국가지원지방도 제60호선 (빛가람장성로) 국도 제23호선 (나주서부로) | 이창동                        | 국도 제23호선과 중복 국도 제1호선과 중복 국가지원지방도 제60호선과 중복 |
| 장산1교                         | 나주시                         |                                                                                | 왕곡면                        | 국도 제1호선과 중복 국가지원지방도 제60호선과 중복                      |
| 왕곡 교차로                     | 나주시                         | 국도 제13호선 (예향로)                                                         | 왕곡면                        | 국도 제1호선과 중복 국가지원지방도 제60호선과 중복                      |
| 구산교                          | 나주시                         |                                                                                | 왕곡면                        | 국도 제1호선과 중복 국가지원지방도 제60호선과 중복                      |
| 만봉천교                        | 나주시                         |                                                                                | 왕곡면                        | 국도 제1호선과 중복 국가지원지방도 제60호선과 중복                      |
|                                 | 나주시                         | 이창동                                                                         |                               | 국도 제1호선과 중복 국가지원지방도 제60호선과 중복                      |
| 부덕 교차로                     | 나주시                         | 국도 제23호선 (영나로)                                                         |                               | 국도 제1호선과 중복 국가지원지방도 제60호선과 중복                      |
| 부덕 교차로                     | 나주시                         | 국도 제23호선 (영나로)                                                         | 영산동                        | 국도 제1호선과 중복 국가지원지방도 제60호선과 중복                      |
| 부덕교 봉황천교                 | 나주시                         |                                                                                |                               | 국도 제1호선과 중복 국가지원지방도 제60호선과 중복                      |
| 방축교                          | 나주시                         | 국가지원지방도 제58호선                                                        | 금천면                        | 국도 제1호선과 중복 국가지원지방도 제60호선과 중복                      |
| 월산교 동악교                   | 나주시                         |                                                                                | 금천면                        | 국도 제1호선과 중복 국가지원지방도 제60호선과 중복                      |
| 신천 교차로                     | 나주시                         | 금영로 문화로                                                                  | 금천면                        | 국도 제1호선과 중복 국가지원지방도 제60호선과 중복                      |
| 석전 교차로 (지하차도)          | 나주시                         | 빛가람로                                                                       | 금천면                        | 국도 제1호선과 중복 국가지원지방도 제60호선과 중복                      |
| 금천 교차로                     | 나주시                         | 국도 제1호선 국가지원지방도 제60호선 (영산로)                                  | 금천면                        | 국도 제1호선과 중복 국가지원지방도 제60호선과 중복                      |
| 지석대교                        | 나주시                         |                                                                                | 금천면                        |                                                                         |

- 기존구간 (2020년 이전노선) 몽송교차로 - 명산삼거리 - 파군교 - 일로읍신기리 삼거리 - 일로읍용산리 교차로 - 일로읍 행정복지센터앞 교차로 - 전남체육고등학교
전남체육중학교 - 일로읍의산리 교차로 - 도장포삼거리

### 광주광역시
| 이름                                        | 접속 노선                     | 소재지     | 소재지                  | 비고                          |
| ------------------------------------------- | ----------------------------- | ---------- | ----------------------- | ----------------------------- |
| 지석대교                                    |                               | 광주광역시 | 남구                    |                               |
| (이름 없음)                                 | 포충로                        | 광주광역시 | 남구                    | 상행 진출 불가 하행 진입 불가 |
| 승용교                                      |                               | 광주광역시 | 남구                    |                               |
|                                             | 광산구                        | 광주광역시 |                         |                               |
| 본덕 나들목                                 | 국도 제13호선 (건재로)        | 광주광역시 |                         |                               |
| 요기교                                      |                               | 광주광역시 |                         |                               |
| 연산 나들목                                 | 연산로                        | 광주광역시 |                         |                               |
| 평동1교 평동2교 평동3교 평동4교             |                               | 광주광역시 |                         |                               |
| 지평 나들목                                 | 국도 제22호선 (어등대로)      | 광주광역시 |                         |                               |
| 운평교 평림교 죽산1교 죽산2교 황계교 입석교 |                               | 광주광역시 |                         |                               |
| 남광산 나들목                               | 500호선 광주외곽순환고속도로  | 광주광역시 |                         |                               |
| 본량 교차로                                 | 용진로                        | 광주광역시 |                         |                               |
| 선동교                                      |                               | 광주광역시 |                         |                               |
| 용진터널                                    |                               | 광주광역시 | 연장 1,046m             |                               |
| 사호교 봉흥3교 상촌2교                      |                               | 광주광역시 |                         |                               |
| 오산 교차로                                 | 지방도 제734호선 (임곡상촌로) | 광주광역시 | 지방도 제734호선과 중복 |                               |
| 월산 나들목                                 | 지방도 제734호선 (영장로)     | 광주광역시 | 지방도 제734호선과 중복 |                               |

### 전라남도(광주광역시이북 지역),전북특별자치도고창군
| 이름                                               | 접속 노선                                                    | 소재지                           | 소재지                                             | 비고                           |
| -------------------------------------------------- | ------------------------------------------------------------ | -------------------------------- | -------------------------------------------------- | ------------------------------ |
| 월산 나들목                                        | 동화로                                                       | 장성군                           | 동화면                                             |                                |
| 황산마을 교차로                                    | 금강산로                                                     | 장성군                           | 동화면                                             |                                |
| 동화2교                                            |                                                              | 장성군                           | 동화면                                             |                                |
| 동화전자농공단지                                   | 전자농공단지길                                               | 장성군                           | 동화면                                             |                                |
| 동화 나들목                                        | 국도 제24호선 (함장로)                                       | 장성군                           | 동화면                                             |                                |
| 계획중                                             |                                                              | 장성군                           | 동화면                                             | 미개통 구간                    |
| 계획중                                             | 황룡면                                                       | 장성군                           |                                                    | 미개통 구간                    |
| 계획중                                             | 서삼면                                                       | 장성군                           |                                                    | 미개통 구간                    |
| 계획중                                             | 지방도 제708호선 (신흥로)                                    | 장성군                           | 북일면                                             | 미개통 구간                    |
| 문암 교차로                                        | 지방도 제898호선 (솔재로)                                    | 장성군                           | 북일면                                             |                                |
| 솔재터널                                           |                                                              | 장성군                           | 북일면                                             | 연장 970m                      |
| 솔재터널                                           |                                                              | 고창군                           | 고창읍                                             | 연장 970m                      |
| 석정 교차로                                        | 국가지원지방도 제15호선 (동서대로) 지방도 제898호선 (솔재로) | 고창군                           | 고창읍                                             | 국가지원지방도 제15호선과 중복 |
| 양고살재                                           |                                                              | 고창군                           | 고창읍                                             | 국가지원지방도 제15호선과 중복 |
|                                                    | 장성군                                                       | 북이면                           |                                                    | 국가지원지방도 제15호선과 중복 |
| 북이면죽청리 교차로                                | 장성군                                                       | 북이면                           | 만골로                                             | 국가지원지방도 제15호선과 중복 |
| 백암교                                             | 장성군                                                       | 북이면                           |                                                    | 국가지원지방도 제15호선과 중복 |
| 북이면백암리 교차로                                | 장성군                                                       | 북이면                           | 돗재로                                             | 국가지원지방도 제15호선과 중복 |
| 백양사 나들목 (백양사IC 교차로)                    | 장성군                                                       | 북이면                           | 25호선 호남고속도로                                | 국가지원지방도 제15호선과 중복 |
| 신창교                                             | 장성군                                                       | 북이면                           |                                                    | 국가지원지방도 제15호선과 중복 |
| 백양역사거리 (백양사역) (장성사거리버스여객터미널) | 장성군                                                       | 북이면                           | 갈재로                                             | 국가지원지방도 제15호선과 중복 |
| 북이면 행정복지센터                                | 장성군                                                       | 북이면                           |                                                    | 국가지원지방도 제15호선과 중복 |
| 사가삼거리                                         | 장성군                                                       | 북이면                           | 지방도 제734호선 (봉암로)                          | 국가지원지방도 제15호선과 중복 |
| 곰재                                               | 장성군                                                       | 북이면                           |                                                    | 국가지원지방도 제15호선과 중복 |
| 북하면                                             | 장성군                                                       |                                  |                                                    | 국가지원지방도 제15호선과 중복 |
| 신성 교차로                                        | 장성군                                                       | 국도 제1호선 (하서대로)          |                                                    | 국가지원지방도 제15호선과 중복 |
| 쌍웅교 장성호관광지                                | 장성군                                                       |                                  |                                                    | 국가지원지방도 제15호선과 중복 |
| 원동 교차로                                        | 장성군                                                       | 국도 제1호선 (하서대로)          | 국도 제1호선과 중복 국가지원지방도 제15호선과 중복 |                                |
| 약수 교차로                                        | 장성군                                                       | 국도 제1호선 (하서대로)          | 국도 제1호선과 중복 국가지원지방도 제15호선과 중복 |                                |
| 약수2교                                            | 장성군                                                       |                                  | 국가지원지방도 제15호선과 중복                     |                                |
| 중평삼거리                                         | 장성군                                                       | 국가지원지방도 제15호선 (담장로) | 국가지원지방도 제15호선과 중복                     |                                |
| 북하면중평리 교차로                                | 장성군                                                       | 백양로                           |                                                    |                                |
| 감성굴재                                           | 장성군                                                       |                                  |                                                    |                                |

### 전북특별자치도
| 이름                                                                  | 접속 노선                                      | 소재지                               | 소재지                                                       | 비고                                                |
| --------------------------------------------------------------------- | ---------------------------------------------- | ------------------------------------ | ------------------------------------------------------------ | --------------------------------------------------- |
| 감성굴재                                                              |                                                | 순창군                               | 복흥면                                                       |                                                     |
| 지선 교차로                                                           | 단풍로                                         | 순창군                               | 복흥면                                                       |                                                     |
| 성자 교차로                                                           | 반월길                                         | 순창군                               | 복흥면                                                       |                                                     |
| 반월 교차로                                                           | 지방도 제792호선 (추령로)                      | 순창군                               | 복흥면                                                       |                                                     |
| 반월1교 반월2교                                                       |                                                | 순창군                               | 복흥면                                                       |                                                     |
| 하마 교차로                                                           | 백방1길 백방2길                                | 순창군                               | 복흥면                                                       |                                                     |
| 서마1교 서마2교                                                       |                                                | 순창군                               | 복흥면                                                       |                                                     |
| 복흥터널                                                              |                                                | 순창군                               | 복흥면                                                       | 연장 865m                                           |
| 복흥터널                                                              | 쌍치면                                         | 순창군                               |                                                              | 연장 865m                                           |
| 신성교                                                                |                                                | 순창군                               |                                                              |                                                     |
| 신성 교차로                                                           | 국도 제21호선 국도 제29호선 (순정로)           | 순창군                               | 국도 제21, 29호선과 중복                                     |                                                     |
| 방산 교차로                                                           | 순정로                                         | 순창군                               | 국도 제21, 29호선과 중복                                     |                                                     |
| 개운치터널                                                            |                                                | 순창군                               | 국도 제21, 29호선과 중복 연장 2,205m                         |                                                     |
| 개운치터널                                                            |                                                | 정읍시                               | 국도 제21, 29호선과 중복 연장 2,205m                         | 내장상동                                            |
| 운암교 백석교                                                         |                                                | 정읍시                               | 국도 제21, 29호선과 중복                                     | 내장상동                                            |
| 백석 교차로                                                           | 순정로                                         | 정읍시                               | 국도 제21, 29호선과 중복                                     | 내장상동                                            |
| 부무 교차로                                                           | 국도 제21호선 국도 제29호선 (순정로)           | 정읍시                               | 국도 제21, 29호선과 중복                                     | 내장상동                                            |
| 피오고개                                                              |                                                | 정읍시                               |                                                              | 내장상동                                            |
|                                                                       | 칠보면                                         | 정읍시                               |                                                              |                                                     |
| 수곡교 원반교                                                         |                                                | 정읍시                               |                                                              |                                                     |
| 남전 교차로                                                           | 지방도 제708호선 (칠보산로)                    | 정읍시                               |                                                              |                                                     |
| 남전교                                                                |                                                | 정읍시                               |                                                              |                                                     |
| 칠보터널                                                              |                                                | 정읍시                               | 연장 185m                                                    |                                                     |
| 시산교                                                                |                                                | 정읍시                               |                                                              |                                                     |
| 시산 교차로                                                           | 국도 제30호선 국가지원지방도 제55호선 (태산로) | 정읍시                               | 국가지원지방도 제55호선과 중복                               |                                                     |
| 쌍정교 신배교                                                         |                                                | 정읍시                               | 국가지원지방도 제55호선과 중복                               |                                                     |
|                                                                       | 산외면                                         | 정읍시                               | 국가지원지방도 제55호선과 중복                               |                                                     |
| 신촌 교차로                                                           | 산외로                                         | 정읍시                               | 국가지원지방도 제55호선과 중복                               |                                                     |
| 용두 교차로                                                           | 빗재로                                         | 정읍시                               | 국가지원지방도 제55호선과 중복                               |                                                     |
| 산외1교                                                               |                                                | 정읍시                               | 국가지원지방도 제55호선과 중복                               |                                                     |
| 산외 교차로                                                           | 지방도 제715호선 (종운로) 상용길               | 정읍시                               | 국가지원지방도 제55호선과 중복 지방도 제715호선과 중복       |                                                     |
| 도원 교차로                                                           | 산외로 원정1길                                 | 정읍시                               | 국가지원지방도 제55호선과 중복 지방도 제715호선과 중복       |                                                     |
| 화죽2교                                                               |                                                | 정읍시                               | 국가지원지방도 제55호선과 중복 지방도 제715호선과 중복       |                                                     |
| (이름 없음)                                                           | 지방도 제715호선 (상두1길)                     | 정읍시                               | 국가지원지방도 제55호선과 중복 지방도 제715호선과 중복       |                                                     |
| 사가 교차로                                                           | 산외로                                         | 정읍시                               | 국가지원지방도 제55호선과 중복                               |                                                     |
| 화정 교차로                                                           | 산외로 죽동길                                  | 정읍시                               | 국가지원지방도 제55호선과 중복                               |                                                     |
| 엄계 교차로                                                           | 산외로                                         | 정읍시                               | 국가지원지방도 제55호선과 중복                               |                                                     |
| 엄재터널                                                              |                                                | 정읍시                               | 국가지원지방도 제55호선과 중복 상행 연장 580m 하행 연장 570m |                                                     |
| 엄재터널                                                              |                                                | 완주군                               | 국가지원지방도 제55호선과 중복 상행 연장 580m 하행 연장 570m | 구이면                                              |
| 신정 교차로                                                           | 산외로                                         | 완주군                               | 국가지원지방도 제55호선과 중복                               | 구이면                                              |
| 상용 교차로                                                           | 국도 제27호선 (모악로)                         | 완주군                               | 국도 제27호선과 중복 국가지원지방도 제55호선과 중복          | 구이면                                              |
| 백여1교 백여2교 백여3교                                               |                                                | 완주군                               | 국도 제27호선과 중복 국가지원지방도 제55호선과 중복          | 구이면                                              |
| 백여 교차로                                                           | 국도 제27호선 (모악로) 구이로                  | 완주군                               | 국도 제27호선과 중복 국가지원지방도 제55호선과 중복          | 구이면                                              |
| 정자 교차로                                                           | 지방도 제714호선 (계안로) 구이로               | 완주군                               | 국가지원지방도 제55호선과 중복                               | 구이면                                              |
| 대덕1교 대덕2교 대덕3교                                               |                                                | 완주군                               | 국가지원지방도 제55호선과 중복                               | 구이면                                              |
| 계곡터널                                                              |                                                | 완주군                               | 국가지원지방도 제55호선과 중복 연장 870m                     | 구이면                                              |
| 계곡터널                                                              |                                                | 임실군                               | 국가지원지방도 제55호선과 중복 연장 870m                     | 신덕면                                              |
| 외량1교 외량2교                                                       |                                                | 임실군                               | 국가지원지방도 제55호선과 중복                               | 신덕면                                              |
| 외량 교차로                                                           | 신덕평로 삼길1길                               | 임실군                               | 국가지원지방도 제55호선과 중복                               | 신덕면                                              |
| 외량3교 신흥1교                                                       |                                                | 임실군                               | 국가지원지방도 제55호선과 중복                               | 신덕면                                              |
| 신흥 교차로                                                           | 지방도 제749호선 (불재로)                      | 임실군                               | 국가지원지방도 제55호선과 중복 지방도 제749호선과 중복       | 신덕면                                              |
| 희망교                                                                |                                                | 임실군                               | 국가지원지방도 제55호선과 중복 지방도 제749호선과 중복       | 신덕면                                              |
| 삼길삼거리                                                            | 지방도 제749호선 (신덕평로)                    | 임실군                               | 국가지원지방도 제55호선과 중복 지방도 제749호선과 중복       | 신덕면                                              |
| 수헌제2교                                                             |                                                | 임실군                               | 국가지원지방도 제55호선과 중복                               | 신덕면                                              |
| 밤재                                                                  |                                                | 임실군                               | 국가지원지방도 제55호선과 중복                               | 신덕면                                              |
| 원천 교차로                                                           | 지방도 제745호선 (석등슬치로)                  | 임실군                               | 국가지원지방도 제55호선과 중복                               | 신평면                                              |
| 원천교 상천교                                                         |                                                | 임실군                               | 국가지원지방도 제55호선과 중복                               | 신평면                                              |
| 상천 교차로                                                           | 가덕로                                         | 임실군                               | 국가지원지방도 제55호선과 중복                               | 신평면                                              |
| 호암 교차로                                                           | 호암2길                                        | 임실군                               | 국가지원지방도 제55호선과 중복                               | 신평면                                              |
| 두류 교차로                                                           | 호암3길                                        | 임실군                               | 국가지원지방도 제55호선과 중복                               | 신평면                                              |
| 대창교                                                                |                                                | 임실군                               | 국가지원지방도 제55호선과 중복                               | 신평면                                              |
| 창인 교차로                                                           | 창인로                                         | 임실군                               | 국가지원지방도 제55호선과 중복                               | 신평면                                              |
| 대리 교차로                                                           | 대리로                                         | 임실군                               | 국가지원지방도 제55호선과 중복                               | 신평면                                              |
| 제2오원교                                                             |                                                | 임실군                               | 국가지원지방도 제55호선과 중복                               | 신평면                                              |
|                                                                       | 관촌면                                         | 임실군                               | 국가지원지방도 제55호선과 중복                               |                                                     |
| 병암지하차도 교차로 (관촌역)                                          | 국도 제17호선 (춘향로)                         | 임실군                               | 국도 제17호선과 중복 국가지원지방도 제55호선과 중복          |                                                     |
| 사선육교                                                              |                                                | 임실군                               | 국도 제17호선과 중복 국가지원지방도 제55호선과 중복          |                                                     |
| 병암삼거리                                                            | 국도 제17호선 (춘향로)                         | 임실군                               | 국도 제17호선과 중복 국가지원지방도 제55호선과 중복          |                                                     |
| 좌산교                                                                |                                                | 임실군                               | 국가지원지방도 제55호선과 중복                               |                                                     |
| 좌산교                                                                |                                                | 진안군                               | 국가지원지방도 제55호선과 중복                               | 성수면                                              |
| (이름 없음)                                                           | 지방도 제721호선 (사선2길)                     | 진안군                               | 국가지원지방도 제55호선과 중복 지방도 제721호선과 중복       | 성수면                                              |
| 좌산초등학교(폐교)                                                    |                                                | 진안군                               | 국가지원지방도 제55호선과 중복 지방도 제721호선과 중복       | 성수면                                              |
| 좌산삼거리                                                            | 지방도 제721호선 (성백로)                      | 진안군                               | 국가지원지방도 제55호선과 중복 지방도 제721호선과 중복       | 성수면                                              |
| 진성중학교 성수면 행정복지센터                                        |                                                | 진안군                               | 국가지원지방도 제55호선과 중복                               | 성수면                                              |
| 외궁 교차로                                                           | 외좌로                                         | 진안군                               | 국가지원지방도 제55호선과 중복                               | 성수면                                              |
| 마령 교차로                                                           | 서평로 서비산길                                | 진안군                               | 국가지원지방도 제55호선과 중복                               | 마령면                                              |
| 월운 교차로                                                           | 지방도 제745호선 (관마로)                      | 진안군                               | 국가지원지방도 제55호선과 중복                               | 마령면                                              |
| 월운2교                                                               |                                                | 진안군                               | 국가지원지방도 제55호선과 중복                               | 마령면                                              |
| 월운터널                                                              |                                                | 진안군                               | 국가지원지방도 제55호선과 중복 연장 405m                     | 마령면                                              |
| 신덕교                                                                |                                                | 진안군                               | 국가지원지방도 제55호선과 중복                               | 마령면                                              |
| 신덕 교차로                                                           | 고분제로                                       | 진안군                               | 국가지원지방도 제55호선과 중복                               | 마령면                                              |
| 안방 교차로                                                           | 널티로                                         | 진안군                               | 국가지원지방도 제55호선과 중복                               | 마령면                                              |
| 연장 교차로                                                           | 국도 제26호선 (전진로)                         | 진안군                               | 진안읍                                                       | 국도 제26호선과 중복 국가지원지방도 제55호선과 중복 |
| 세동2교 세동1교                                                       |                                                | 진안군                               | 부귀면                                                       | 국도 제26호선과 중복 국가지원지방도 제55호선과 중복 |
| 서판사거리                                                            | 모래재로                                       | 진안군                               | 부귀면                                                       | 국도 제26호선과 중복 국가지원지방도 제55호선과 중복 |
| 부귀 교차로                                                           | 국도 제26호선 국가지원지방도 제55호선 (전진로) | 진안군                               | 부귀면                                                       | 국도 제26호선과 중복 국가지원지방도 제55호선과 중복 |
| 사인암교                                                              |                                                | 진안군                               | 부귀면                                                       |                                                     |
| 부귀사거리                                                            | 부귀로                                         | 진안군                               | 부귀면                                                       |                                                     |
| 거석교                                                                |                                                | 진안군                               | 부귀면                                                       |                                                     |
| 금평교                                                                | 부귀로 연거로                                  | 진안군                               | 부귀면                                                       |                                                     |
| 부귀교                                                                |                                                | 진안군                               | 부귀면                                                       |                                                     |
| 두남사거리                                                            | 대동길 두봉길                                  | 진안군                               | 부귀면                                                       |                                                     |
| 두남교 석정교                                                         |                                                | 진안군                               | 부귀면                                                       |                                                     |
| 석정터널                                                              |                                                | 진안군                               | 부귀면                                                       | 연장 269m                                           |
| 석정터널                                                              | 정천면                                         | 진안군                               |                                                              | 연장 269m                                           |
| 월평1교 월평2교 월평3교                                               |                                                | 진안군                               |                                                              |                                                     |
| 정천 교차로                                                           | 지방도 제795호선 (진용로)                      | 진안군                               |                                                              |                                                     |
| 월평교                                                                |                                                | 진안군                               |                                                              |                                                     |
| 금지터널                                                              |                                                | 진안군                               | 연장 988m                                                    |                                                     |
| 금지터널                                                              | 상전면                                         | 진안군                               | 연장 988m                                                    |                                                     |
| (금지마을)                                                            | 금지2길                                        | 진안군                               |                                                              |                                                     |
| 금지 교차로                                                           | 국도 제30호선 (진무로)                         | 진안군                               | 국도 제30호선과 중복                                         |                                                     |
| 수동터널                                                              |                                                | 진안군                               | 국도 제30호선과 중복 연장 350m                               |                                                     |
| 언건 교차로                                                           | 국도 제30호선 (진무로)                         | 진안군                               | 진안읍                                                       | 국도 제30호선과 중복                                |
| 언건대교                                                              |                                                | 진안군                               | 진안읍                                                       |                                                     |
|                                                                       | 상전면                                         | 진안군                               |                                                              |                                                     |
| 중기교 원주평교                                                       |                                                | 진안군                               |                                                              |                                                     |
| 주평삼거리                                                            | 주평로                                         | 진안군                               |                                                              |                                                     |
| 죽도교 외송교                                                         |                                                | 진안군                               |                                                              |                                                     |
| 섬티교 성산교 용암교                                                  |                                                | 진안군                               | 동향면                                                       |                                                     |
| 자산삼거리                                                            | 국도 제13호선 (자신로)                         | 진안군                               | 동향면                                                       | 국도 제13호선과 중복                                |
| 대야교                                                                |                                                | 진안군                               | 동향면                                                       | 국도 제13호선과 중복                                |
| 대야사거리                                                            | 국도 제13호선 (천동로) 천향로                  | 진안군                               | 동향면                                                       | 국도 제13호선과 중복                                |
| 동향면 행정복지센터 동향터미널 동향교 용담향교 금곡교                 |                                                | 진안군                               | 동향면                                                       |                                                     |
| (이름 없음)                                                           | 능금로                                         | 진안군                               | 동향면                                                       |                                                     |
| 학성교                                                                |                                                | 진안군                               | 동향면                                                       |                                                     |
| 학선삼거리                                                            | 지방도 제635호선 (계향로)                      | 진안군                               | 동향면                                                       | 지방도 제635호선과 중복                             |
| 대고개                                                                |                                                | 진안군                               | 동향면                                                       | 지방도 제635호선과 중복                             |
|                                                                       | 무주군                                         | 안성면                               |                                                              | 지방도 제635호선과 중복                             |
| 상하삼거리                                                            | 무주군                                         | 안성면                               | 지방도 제635호선 (노루재로)                                  | 지방도 제635호선과 중복                             |
| 푸른꿈고등학교 진도교 진원교                                          | 무주군                                         | 안성면                               |                                                              |                                                     |
| 안성농공단지                                                          | 무주군                                         | 안성면                               | 공단로                                                       |                                                     |
| 장진교                                                                | 무주군                                         | 안성면                               |                                                              |                                                     |
| 비들목삼거리                                                          | 무주군                                         | 안성면                               | 안성로                                                       |                                                     |
| 안성사거리                                                            | 무주군                                         | 안성면                               | 칠연로                                                       |                                                     |
| 안성교                                                                | 무주군                                         | 안성면                               |                                                              |                                                     |
| 두문삼거리                                                            | 무주군                                         | 안성면                               | 덕유산로                                                     |                                                     |
| 사전 교차로                                                           | 무주군                                         | 안성면                               | 국도 제19호선 (무주로)                                       | 국도 제19호선과 중복                                |
| 안성재                                                                | 무주군                                         | 안성면                               |                                                              | 국도 제19호선과 중복                                |
|                                                                       | 무주군                                         | 적상면                               |                                                              | 국도 제19호선과 중복                                |
| 사산 교차로                                                           | 무주군                                         | 국도 제19호선 (무주로)               |                                                              | 국도 제19호선과 중복                                |
| 치목터널                                                              | 무주군                                         |                                      | 연장 700m                                                    |                                                     |
| 하조1교                                                               | 무주군                                         |                                      |                                                              |                                                     |
| 하조사거리                                                            | 무주군                                         | 지방도 제727호선 (괴목로)            |                                                              |                                                     |
| 하조2교                                                               | 무주군                                         |                                      |                                                              |                                                     |
| 괴목1교 괴목2교                                                       | 무주군                                         |                                      | 상행 전용                                                    |                                                     |
| 구천동터널                                                            | 무주군                                         |                                      | 상행 연장 1,080m 하행 연장 835m                              |                                                     |
| 구천동터널                                                            | 무주군                                         | 설천면                               | 상행 연장 1,080m 하행 연장 835m                              |                                                     |
| 배방 교차로                                                           | 무주군                                         | 국도 제37호선 (구천동로)             | 국도 제37호선과 중복                                         |                                                     |
| 라제통문삼거리                                                        | 무주군                                         | 국도 제30호선 (라제통문로)           | 국도 제30, 37호선과 중복                                     |                                                     |
| 설천면 행정복지센터 설천초등학교 설천공용터미널 태권도원 무주반디랜드 | 무주군                                         |                                      | 국도 제30, 37호선과 중복                                     |                                                     |
| 무항삼거리                                                            | 무주군                                         | 국도 제30호선 국도 제37호선 (무설로) | 국도 제30, 37호선과 중복                                     |                                                     |
| 남대천교                                                              | 무주군                                         |                                      |                                                              |                                                     |

- 기존 구간 (2008년 이전 노선)
  - 외궁 교차로 - 마령 교차로 - 마령교 - 마령면주민자치센터 - 마령사거리 - 강정교 - 강정 교차로 - 덕천교 - 연장교 - 한국한방고등학교 - 진안제2농공단지

- 기존 구간 (2011년 이전 노선)
  - 남전 교차로 - 칠보무성교 교차로 - 무성교 - 칠보초등학교 교차로 - 칠보초등학교 - 칠보터미널 - 칠보면사무소 - 시산삼거리 - 시산 교차로 - 칠보교 - 복호삼거리 - 행단교 - 산외터미널 - 산외면사무소 - 산외교 - 산외사거리 - 화죽교 - 사가 교차로 - 화죽교 - 화정 교차로 - 엄재 - 신정삼거리

- 기존 구간 (2012년 이전 노선)
  - 지선 교차로 - 농암삼거리 - 반월 교차로 - 반월교 - 동산교 - 서지 교차로 - 전라북도산림박물관 - 추령 - 내장터미널 - 내장교 - 납곡1교 - 내장산문화광장 - 부전사거리 - 부전교 - 부전제삼거리

### 충청북도(경상북도상주시이남 지역)
| 이름                        | 접속 노선                                                          | 소재지 | 소재지                                                                     | 비고      |
| --------------------------- | ------------------------------------------------------------------ | ------ | -------------------------------------------------------------------------- | --------- |
| 남대천교 용화교             |                                                                    | 영동군 | 용화면                                                                     |           |
| 용화삼거리                  | 지방도 제505호선 (용화양강로)                                      | 영동군 | 용화면                                                                     |           |
| 용화면사무소 평촌교         |                                                                    | 영동군 | 용화면                                                                     |           |
| 도마령                      |                                                                    | 영동군 | 용화면                                                                     | 해발 800m |
| 도마령                      | 상촌면                                                             | 영동군 |                                                                            | 해발 800m |
| 상촌초등학교 삼봉분교(폐교) |                                                                    | 영동군 |                                                                            |           |
| 하도대삼거리                | 물한계곡로                                                         | 영동군 |                                                                            |           |
| 상촌삼거리                  | 지방도 제901호선 (상촌로)                                          | 영동군 | 지방도 제901호선과 중복                                                    |           |
| 상촌면사무소 돈대교         |                                                                    | 영동군 | 지방도 제901호선과 중복                                                    |           |
| 돈대삼거리                  | 신탄로                                                             | 영동군 | 지방도 제901호선과 중복                                                    |           |
| 매곡삼거리                  | 지방도 제514호선 (괘방령로)                                        | 영동군 | 지방도 제901호선과 중복                                                    | 매곡면    |
| 매곡면사무소 매곡초등학교   |                                                                    | 영동군 | 지방도 제901호선과 중복                                                    | 매곡면    |
| 소계삼거리                  | 소계로 상옥포길                                                    | 영동군 | 지방도 제901호선과 중복                                                    | 황간면    |
| 황간삼거리                  | 국도 제4호선 (영동황간로)                                          | 영동군 | 국도 제4호선과 중복 지방도 제901호선과 중복                                | 황간면    |
| 황간버스터미널              |                                                                    | 영동군 | 국도 제4호선과 중복 지방도 제901호선과 중복                                | 황간면    |
| 황간교삼거리                | 국도 제4호선 국가지원지방도 제68호선 지방도 제901호선 (영동황간로) | 영동군 | 국도 제4호선과 중복 지방도 제901호선과 중복 국가지원지방도 제68호선과 중복 | 황간면    |
| 황간교                      |                                                                    | 영동군 | 국가지원지방도 제68호선과 중복                                             | 황간면    |
| 남성삼거리                  | 남성7길                                                            | 영동군 | 국가지원지방도 제68호선과 중복 지방도 제901호선과 연결                     | 황간면    |
| 난곡교 난곡소교             |                                                                    | 영동군 | 국가지원지방도 제68호선과 중복                                             | 황간면    |
| 우매삼거리                  | 우매길                                                             | 영동군 | 국가지원지방도 제68호선과 중복                                             | 황간면    |
| 우매교                      |                                                                    | 영동군 | 국가지원지방도 제68호선과 중복                                             | 황간면    |
| 수봉재                      |                                                                    | 영동군 | 국가지원지방도 제68호선과 중복 해발 350m                                   | 황간면    |

### 경상북도

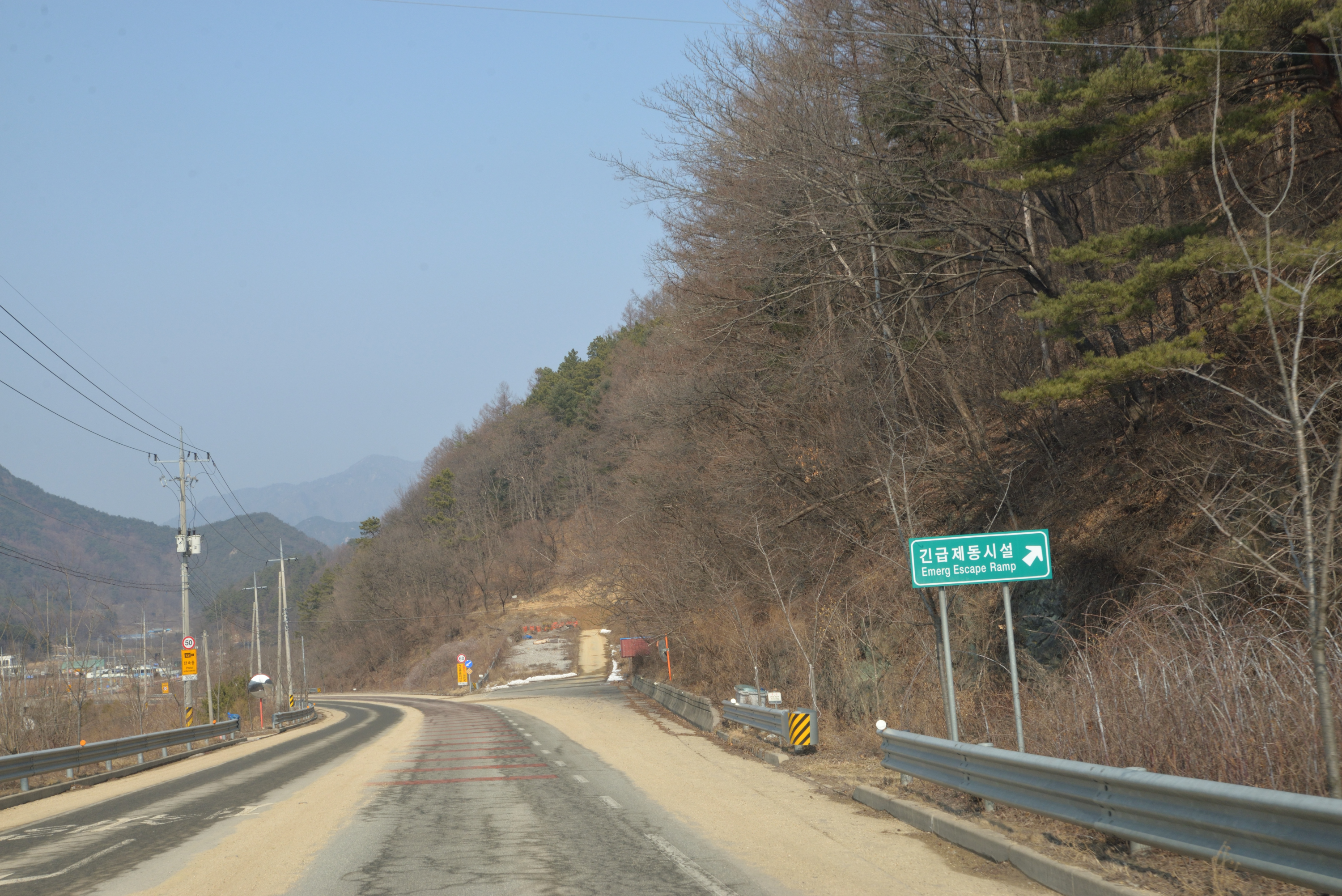
국지도 제49호선, 상주시 화북면 상오리 (갈령 북쪽)

| 이름                                                     | 접속 노선                                         | 소재지 | 소재지                                                 | 비고                                     |
| -------------------------------------------------------- | ------------------------------------------------- | ------ | ------------------------------------------------------ | ---------------------------------------- |
| 수봉재(오도치)                                           |                                                   | 상주시 | 모동면                                                 | 국가지원지방도 제68호선과 중복 해발 350m |
| 수봉교                                                   |                                                   | 상주시 | 모동면                                                 | 국가지원지방도 제68호선과 중복           |
| 신천삼거리                                               | 국가지원지방도 제68호선 (중모로)                  | 상주시 | 모동면                                                 | 국가지원지방도 제68호선과 중복           |
| 차운교 금계교 모동초등학교                               |                                                   | 상주시 | 모동면                                                 |                                          |
| (삼포교 남단)                                            | 지방도 제901호선 (삼포순환로)                     | 상주시 | 모서면                                                 | 지방도 제901호선과 중복                  |
| 지산교                                                   |                                                   | 상주시 | 모서면                                                 | 지방도 제901호선과 중복                  |
| (지산리)                                                 | 지방도 제901호선 (백화로)                         | 상주시 | 모서면                                                 | 지방도 제901호선과 중복                  |
| (가막리)                                                 | 중화로                                            | 상주시 | 모서면                                                 |                                          |
| 신촌 교차로                                              | 어산로 이소1길                                    | 상주시 | 화동면                                                 |                                          |
| 이소교                                                   |                                                   | 상주시 | 화동면                                                 |                                          |
| 화동 교차로                                              | 이소1길                                           | 상주시 | 화동면                                                 |                                          |
| 국립식량과학원 상주출장소 화령고등학교 화령중학교 화령교 |                                                   | 상주시 | 화서면                                                 |                                          |
| 신봉네거리                                               | 국도 제25호선 (영남제일로)                        | 상주시 | 화서면                                                 | 국도 제25호선과 중복                     |
| 화서 나들목                                              | 30호선 서산영덕고속도로                           | 상주시 | 화서면                                                 | 국도 제25호선과 중복                     |
| 수청거리삼거리                                           | 국도 제25호선 (영남제일로)                        | 상주시 | 화서면                                                 | 국도 제25호선과 중복                     |
| 하송2교                                                  | 문장로                                            | 상주시 | 화서면                                                 |                                          |
| 화령초등학교 송계분교(폐교)                              |                                                   | 상주시 | 화서면                                                 |                                          |
| 하송교차로 화령장 전투 전승기념관                        | 삼령로                                            | 상주시 | 화서면                                                 |                                          |
| 하송교                                                   |                                                   | 상주시 | 화서면                                                 |                                          |
|                                                          | 화남면                                            | 상주시 |                                                        |                                          |
| 하송1 교차로                                             | 하송3길                                           | 상주시 |                                                        |                                          |
| 동관 교차로                                              | 평온동관로                                        | 상주시 |                                                        |                                          |
| 갈령1교 갈령2교                                          |                                                   | 상주시 |                                                        |                                          |
| 갈령터널                                                 |                                                   | 상주시 | 연장 1,090m                                            |                                          |
| 갈령터널                                                 | 화북면                                            | 상주시 | 연장 1,090m                                            |                                          |
| 상오1교 상오교 상오초등학교(폐교) 화북중학교             |                                                   | 상주시 |                                                        |                                          |
| (이름 없음)                                              | 국가지원지방도 제32호선 지방도 제997호선 (청화로) | 상주시 | 국가지원지방도 제32호선과 중복 지방도 제997호선과 중복 |                                          |
| 화북면사무소 화북초등학교                                |                                                   | 상주시 | 국가지원지방도 제32호선과 중복 지방도 제997호선과 중복 |                                          |
| 장암 교차로                                              | 문장대2길                                         | 상주시 | 국가지원지방도 제32호선과 중복 지방도 제997호선과 중복 |                                          |
| (이름 없음)                                              | 지방도 제997호선 (용화로)                         | 상주시 | 국가지원지방도 제32호선과 중복 지방도 제997호선과 중복 |                                          |
| 입석보건진료소 화북초등학교 입석분교 입석리              |                                                   | 상주시 | 국가지원지방도 제32호선과 중복                         |                                          |

### 충청북도(경상북도상주시이북 지역)
| 이름                                                                       | 접속 노선                                                        | 소재지 | 소재지                                        | 비고                                                                       |
| -------------------------------------------------------------------------- | ---------------------------------------------------------------- | ------ | --------------------------------------------- | -------------------------------------------------------------------------- |
| 이평리 송면중학교 이평공동정류소 송평교 송면시외버스정류장                 |                                                                  | 괴산군 | 청천면                                        | 국가지원지방도 제32호선과 중복                                             |
| 송면삼거리                                                                 | 국가지원지방도 제32호선 (화양로)                                 | 괴산군 | 청천면                                        | 국가지원지방도 제32호선과 중복                                             |
| 송정삼거리                                                                 | 지방도 제517호선 (대야로)                                        | 괴산군 | 청천면                                        |                                                                            |
| 송문2교 소실티교                                                           |                                                                  | 괴산군 | 청천면                                        |                                                                            |
| 송면터널                                                                   |                                                                  | 괴산군 | 청천면                                        | 연장 705m                                                                  |
| 사기막교                                                                   |                                                                  | 괴산군 | 청천면                                        |                                                                            |
| 지촌사거리                                                                 | 송문로지촌2길 송문로지촌3길                                      | 괴산군 | 청천면                                        |                                                                            |
| 덕평1교 덕평2교                                                            |                                                                  | 괴산군 | 청천면                                        |                                                                            |
| 덕평삼거리                                                                 | 송문로덕평1길                                                    | 괴산군 | 청천면                                        |                                                                            |
| 흑석삼거리                                                                 | 송문로덕평길                                                     | 괴산군 | 청천면                                        |                                                                            |
| 흑석교                                                                     |                                                                  | 괴산군 | 청천면                                        |                                                                            |
|                                                                            | 문광면                                                           | 괴산군 |                                               |                                                                            |
| (옥성리)                                                                   | 관덕길 송문로옥성길 송문로옥성2길                                | 괴산군 |                                               |                                                                            |
| 치재교                                                                     |                                                                  | 괴산군 |                                               |                                                                            |
| 치재터널                                                                   |                                                                  | 괴산군 | 연장 197m                                     |                                                                            |
| 동고라미교 광덕교                                                          |                                                                  | 괴산군 |                                               |                                                                            |
| 문광삼거리                                                                 | 국도 제19호선 국도 제37호선 (괴산로)                             | 괴산군 | 국도 제19, 37호선과 중복                      |                                                                            |
| 문광초등학교 광덕교                                                        |                                                                  | 괴산군 | 국도 제19, 37호선과 중복                      |                                                                            |
| 광덕삼거리                                                                 | 광덕길                                                           | 괴산군 | 국도 제19, 37호선과 중복                      |                                                                            |
| 문광교                                                                     |                                                                  | 괴산군 | 국도 제19, 37호선과 중복                      |                                                                            |
|                                                                            | 괴산읍                                                           | 괴산군 | 국도 제19, 37호선과 중복                      |                                                                            |
| 괴산중학교                                                                 |                                                                  | 괴산군 | 국도 제19, 37호선과 중복                      |                                                                            |
| 대사삼거리                                                                 | 읍내로                                                           | 괴산군 | 국도 제19, 37호선과 중복                      |                                                                            |
| 금산삼거리                                                                 | 읍내로2길                                                        | 괴산군 | 국도 제19, 37호선과 중복                      |                                                                            |
| 괴산군민회관 괴산시외버스공용터미널                                        |                                                                  | 괴산군 | 국도 제19, 37호선과 중복                      |                                                                            |
| 시계탑사거리                                                               | 읍내로 읍내로11길                                                | 괴산군 | 국도 제19, 37호선과 중복                      |                                                                            |
| 괴산시내버스터미널 제2괴산교 괴산소방서                                    |                                                                  | 괴산군 | 국도 제19, 37호선과 중복                      |                                                                            |
| 괴산농공단지                                                               | 괴강로공단길                                                     | 괴산군 | 국도 제19, 37호선과 중복                      |                                                                            |
| 동진 교차로                                                                | 국도 제19호선 국도 제34호선 (중부로) 괴강로                      | 괴산군 | 국도 제19, 37호선과 중복 국도 제34호선과 중복 |                                                                            |
| 동부 교차로 (동부육교)                                                     | 문무로                                                           | 괴산군 | 국도 제34, 37호선과 중복                      |                                                                            |
| 수진육교                                                                   |                                                                  | 괴산군 | 국도 제34, 37호선과 중복                      |                                                                            |
| 괴산 교차로                                                                | 국도 제34호선 (중부로)                                           | 괴산군 | 국도 제34, 37호선과 중복                      |                                                                            |
| 아성2교 아성육교                                                           |                                                                  | 괴산군 | 소수면                                        | 국도 제37호선과 중복                                                       |
| 아성 교차로                                                                | 임꺽정로                                                         | 괴산군 | 소수면                                        | 국도 제37호선과 중복                                                       |
| 아성1 교차로                                                               | 상경로아성5길                                                    | 괴산군 | 소수면                                        | 국도 제37호선과 중복                                                       |
| 아성교                                                                     |                                                                  | 괴산군 | 소수면                                        | 국도 제37호선과 중복                                                       |
| 고마 교차로                                                                | 원소로                                                           | 괴산군 | 소수면                                        | 국도 제37호선과 중복                                                       |
| 입암 교차로 (입암1교)                                                      | 소수로 소수로1길                                                 | 괴산군 | 소수면                                        | 국도 제37호선과 중복 상행 진입 불가 하행 진출 불가                         |
| 소수1교                                                                    |                                                                  | 괴산군 | 소수면                                        | 국도 제37호선과 중복                                                       |
| 찬샘 교차로 (소수2교)                                                      | 지방도 제508호선 (소수로) 길선2길                                | 괴산군 | 소수면                                        | 국도 제37호선과 중복 지방도 제508호선과 중복 상행 진출 불가 하행 진입 불가 |
| 궁굴교                                                                     |                                                                  | 괴산군 | 소수면                                        | 국도 제37호선과 중복 지방도 제508호선과 중복                               |
| 길선1 교차로                                                               | 지방도 제508호선 (길선길)                                        | 괴산군 | 소수면                                        | 국도 제37호선과 중복 지방도 제508호선과 중복                               |
| 길선2 교차로                                                               | 길선4길                                                          | 괴산군 | 소수면                                        | 국도 제37호선과 중복                                                       |
| 구안1 교차로                                                               | 국도 제37호선 (상경북로)                                         | 음성군 | 원남면                                        | 국도 제37호선과 중복                                                       |
| (충도3리)                                                                  | 충갑길                                                           | 음성군 | 소이면                                        |                                                                            |
| 충도저수지 충도교                                                          |                                                                  | 음성군 | 소이면                                        |                                                                            |
| 충도삼거리                                                                 | 지방도 제516호선 (한불로)                                        | 음성군 | 소이면                                        | 지방도 제516호선과 중복                                                    |
| 금고삼거리                                                                 | 지방도 제516호선 (한불로)                                        | 음성군 | 소이면                                        | 지방도 제516호선과 중복                                                    |
| 대장교 대장초등학교                                                        |                                                                  | 음성군 | 소이면                                        |                                                                            |
| 한들사거리                                                                 | 지방도 제599호선 (소이로)                                        | 음성군 | 소이면                                        |                                                                            |
| 소이산업단지                                                               |                                                                  | 음성군 | 소이면                                        |                                                                            |
| 비산삼거리                                                                 | 비산로                                                           | 음성군 | 소이면                                        |                                                                            |
| 비산육교                                                                   | 국도 제36호선 (충청대로)                                         | 음성군 | 소이면                                        | 국도 제36호선과 중복                                                       |
| 비선교                                                                     |                                                                  | 음성군 | 소이면                                        | 국도 제36호선과 중복                                                       |
| 한벌삼거리                                                                 | 중앙로                                                           | 음성군 | 음성읍                                        | 국도 제36호선과 중복                                                       |
| 평곡사거리                                                                 | 국도 제36호선 (충청대로) 지방도 제516호선 (시장로) (한불로)      | 음성군 | 음성읍                                        | 국도 제36호선과 중복 지방도 제516호선과 중복                               |
| 평촌사거리                                                                 | 지방도 제516호선 (설성로)                                        | 음성군 | 음성읍                                        | 지방도 제516호선과 중복 지방도 제306호선과 중복                            |
| 문화사거리                                                                 | 수정로                                                           | 음성군 | 음성읍                                        | 지방도 제306호선과 중복                                                    |
| 교동사거리                                                                 | 중앙로                                                           | 음성군 | 음성읍                                        | 지방도 제306호선과 중복                                                    |
| 청주지방법원 음성군법원 음성군농업기술센터 숯고개                          |                                                                  | 음성군 | 음성읍                                        | 지방도 제306호선과 중복                                                    |
| 서충주 나들목 (대화 교차로)                                                | 국도 제3호선 국가지원지방도 제82호선 지방도 제306호선 (중원대로) | 충주시 | 신니면                                        | 지방도 제306호선과 중복 국도 제3호선과 중복 국가지원지방도 제82호선과 중복 |
| 양지교                                                                     |                                                                  | 충주시 | 신니면                                        | 국도 제3호선과 중복 국가지원지방도 제82호선과 중복                         |
| 송암 교차로                                                                | 신덕로                                                           | 충주시 | 신니면                                        | 국도 제3호선과 중복 국가지원지방도 제82호선과 중복                         |
| 용원교 용원2교 원평교                                                      |                                                                  | 충주시 | 신니면                                        | 국도 제3호선과 중복 국가지원지방도 제82호선과 중복                         |
| 용원 교차로                                                                | 국도 제3호선 국가지원지방도 제82호선 (중원대로)                  | 충주시 | 신니면                                        | 국도 제3호선과 중복 국가지원지방도 제82호선과 중복                         |
| 오포사거리                                                                 | 신덕로                                                           | 충주시 | 신니면                                        | 국가지원지방도 제82호선과 중복                                             |
| 요도천교 내용천교                                                          |                                                                  | 충주시 | 신니면                                        | 국가지원지방도 제82호선과 중복                                             |
| 수청사거리                                                                 | 중원산업로                                                       | 충주시 | 신니면                                        | 국가지원지방도 제82호선과 중복                                             |
| 신청 교차로                                                                | 신의수청길 참샘길                                                | 충주시 | 신니면                                        | 국가지원지방도 제82호선과 중복                                             |
| 화심교                                                                     |                                                                  | 충주시 | 신니면                                        | 국가지원지방도 제82호선과 중복                                             |
| 화심 교차로                                                                | 덕고개로 화골길                                                  | 충주시 | 신니면                                        | 국가지원지방도 제82호선과 중복                                             |
| 한덕이삼거리                                                               | 한덕길                                                           | 충주시 | 신니면                                        | 국가지원지방도 제82호선과 중복                                             |
| 도장 교차로                                                                |                                                                  | 충주시 | 신니면                                        | 국가지원지방도 제82호선과 중복                                             |
| 덕고개                                                                     |                                                                  | 충주시 | 신니면                                        | 국가지원지방도 제82호선과 중복                                             |
|                                                                            | 노은면                                                           | 충주시 |                                               | 국가지원지방도 제82호선과 중복                                             |
| 덕고개삼거리                                                               | 덕고개로                                                         | 충주시 |                                               | 국가지원지방도 제82호선과 중복                                             |
| 노은교                                                                     |                                                                  | 충주시 |                                               | 국가지원지방도 제82호선과 중복                                             |
| 노은삼거리                                                                 | 지방도 제525호선 (감노로)                                        | 충주시 |                                               | 국가지원지방도 제82호선과 중복                                             |
| 연하1 교차로                                                               | 국가지원지방도 제82호선 (노은 ~ 북충주IC간 도로)                 | 충주시 |                                               | 국가지원지방도 제82호선과 중복                                             |
| 노은사거리 (노은교)                                                        | 감노로 연하중앙길                                                | 충주시 |                                               |                                                                            |
| 하남교                                                                     |                                                                  | 충주시 |                                               |                                                                            |
| 하남고개                                                                   |                                                                  | 충주시 | 해발 340m                                     |                                                                            |
| 하남고개                                                                   | 앙성면                                                           | 충주시 | 해발 340m                                     |                                                                            |
| 앙성사거리                                                                 | 가곡로                                                           | 충주시 |                                               |                                                                            |
| 용포교 앙성중학교 갈터고개 하율로 학미교 모점교 샘말고개 중전교 선바리고개 |                                                                  | 충주시 |                                               |                                                                            |
| 단암삼거리                                                                 | 지방도 제531호선 (점동로)                                        | 충주시 |                                               |                                                                            |
| 남한강대교                                                                 |                                                                  | 충주시 |                                               |                                                                            |

- 기존 구간 (2014년 이전 노선)
  - 용원초등학교 - 용원삼거리 - 용원교 - 신청리 - 화석리 - 덕고개 - 노은교 - 노은삼거리

### 강원특별자치도
| 이름                                | 접속 노선                              | 소재지 | 소재지 | 비고   |
| ----------------------------------- | -------------------------------------- | ------ | ------ | ------ |
| 남한강대교                          |                                        | 원주시 | 부론면 |        |
| (법천리)                            | 지방도 제531호선 (부귀로)              | 원주시 | 부론면 |        |
| 원주금융회계고등학교 부론중학교     |                                        | 원주시 | 부론면 |        |
| (부론주유소)                        | 법천시장길                             | 원주시 | 부론면 |        |
| (흥호1리)                           | 섬강로                                 | 원주시 | 부론면 |        |
| (이름 없음)                         | 국가지원지방도 제84호선                | 원주시 | 부론면 | 미개통 |
| 노림초등학교(폐교) 노림교           |                                        | 원주시 | 부론면 |        |
| 모산고개                            |                                        | 원주시 | 부론면 |        |
|                                     | 문막읍                                 | 원주시 |        |        |
| 경동대학교 문막메디칼캠퍼스         | 법후로                                 | 원주시 |        |        |
| 궁촌교                              |                                        | 원주시 |        |        |
| (궁촌교 북단)                       | 지방도 제404호선 (귀문로)              | 원주시 |        |        |
| (문막교 동단)                       | 원문로                                 | 원주시 |        |        |
| (이름 없음)                         | 건등로                                 | 원주시 |        |        |
| 원주의료고등학교                    |                                        | 원주시 |        |        |
| 문막 나들목                         | 50호선 영동고속도로                    | 원주시 |        |        |
| 관천교                              |                                        | 원주시 |        |        |
| 건등사거리 (문막고속시외버스정류소) | 국도 제42호선 (여원로) (원문로) 왕건로 | 원주시 | 종점   |        |

## 도로명
전라남도
- 해남군 화원면 구지 교차로 ~ 영암군 삼호읍 호등 교차로 : 관광레저로
- 무안군 일로읍 청호 교차로 ~ (구 일로역 앞) : 일로로
- 무안군 일로읍 (구 일로역 앞) ~ 일로읍사무소앞 교차로 : 일로중앙로
- 무안군 일로읍 일로읍사무소앞 교차로 ~ 몽탄면 명산삼거리 : 삼일로
- 무안군 몽탄면 명산삼거리 ~ 몽탄대교 : 몽탄로
- 나주시 동강면 몽탄대교 ~ 몽송 교차로 : 동강로
- 나주시 동강면 몽송 교차로 ~ 동강 교차로: 남악동강로
- 나주시 동강면 동강 교차로 ~ 공산면 이동 교차로 : 나주 ~ 동강간 도로
- 나주시 공산면 이동 교차로 ~ 이창동 동수 교차로 : 나주서부로
- 나주시 이창동 동수 교차로 ~ 금천면 지석대교 : 빛가람장성로

광주광역시
- 남구 지석대교 ~ 광산구 월산 나들목 : 빛가람장성로

전라남도
- 장성군 동화면 월산 나들목 ~ 동화 나들목 : 빛가람장성로
- 장성군 북이면 양고살재 ~ 백양역사거리 : 방장로
- 장성군 북이면 백양역사거리 ~ 북하사거리 : 백양로
- 장성군 북이면 북하사거리 ~ 북하면 감성굴재 : 단풍로

전북특별자치도
- 고창군 고창읍 석정온천 교차로 ~ 양고살재 : 방장로
- 순창군 복흥면 감성굴재 ~ 지선 교차로 : 단풍로
- 순창군 복흥면 지선 교차로 ~ 쌍치면 신성 교차로 : 백방로
- 순창군 쌍치면 신성 교차로 ~ 정읍시 내장상동 부전제삼거리 : 순정로
- 정읍시 내장상동 부전제삼거리 ~ 칠보면 남전 교차로 : 칠보산로
- 정읍시 칠보면 남전 교차로 ~ 완주군 구이면 상용 교차로 : 정읍 ~ 완주간 도로
- 완주군 구이면 상용 교차로 ~ 백여 교차로 : 모악로
- 완주군 구이면 백여 교차로 ~ 정자 교차로 : 구이로
- 완주군 구이면 정자 교차로 ~ 임실군 신덕면 신흥 교차로 : 계곡 ~ 신덕간 도로
- 임실군 신덕면 신흥 교차로 ~ 삼길삼거리 : 불재로
- 임실군 신덕면 삼길삼거리 ~ 관촌면 병암지하차도 교차로 : 신덕평로
- 임실군 관촌면 병암지하차도 교차로 ~ 병암삼거리 : 춘향로
- 임실군 관촌면 병암삼거리 ~ 진안군 진안읍 연장 교차로 : 관진로
- 진안군 진안읍 연장 교차로 ~ 부귀면 부귀 교차로 : 전진로
- 진안군 부귀면 부귀 교차로 ~ 상전면 금지 교차로 : 귀상로
- 진안군 상전면 금지 교차로 ~ 언건 교차로 : 진무로
- 진안군 상전면 언건 교차로 ~ 무주군 안성면 비들목삼거리 : 진성로
- 무주군 안성면 비들목삼거리 ~ 사전 교차로 : 안성로
- 무주군 안성면 사전 교차로 ~ 적상면 사산 교차로 : 무주로
- 무주군 적상면 사산 교차로 ~ 설천면 배방 교차로 : 치마재로
- 무주군 적상면 괴목리 ~ 설천면 배방 교차로 : 치마재1로 (하행)
- 무주군 설천면 배방 교차로 ~ 라제통문삼거리 : 구천동로
- 무주군 설천면 라제통문삼거리 ~ 무항삼거리 : 무설로
- 무주군 설천면 무항삼거리 ~ 남대천교 : 민주지산로

경상북도
- 상주시 모동면 수봉재 ~ 모서면 (삼포교 남단) : 중화로
- 상주시 모서면 (삼포교 남단) ~ (가막리) : 삼포순환로
- 상주시 모서면 (가막리) ~ 화서면 신봉네거리 : 중화로
- 상주시 화서면 신봉네거리 ~ 수청거리삼거리 : 영남제일로
- 상주시 화서면 수청거리삼거리 ~ 하송2교 : 상곡로
- 상주시 화서면 하송2교 ~ 화북면 입석리 : 문장로

충청북도
- 영동군 용화면 남대천교 ~ 황간면 소계삼거리 : 민주지산로
- 영동군 황간면 소계삼거리 ~ 황간삼거리 : 소계로
- 영동군 황간면 황간삼거리 ~ 황간교삼거리 : 영동황간로
- 영동군 황간면 황간교삼거리 ~ 수봉재 : 황간동로
- 괴산군 청천면 이평리 ~ 송면삼거리 : 문장로
- 괴산군 청천면 송면삼거리 ~ 문광면 문광삼거리 : 송문로
- 괴산군 문광면 문광삼거리 ~ 괴산읍 대사삼거리 : 괴산로
- 괴산군 괴산읍 대사삼거리 ~ 시계탑사거리 : 읍내로
- 괴산군 괴산읍 시계탑사거리 ~ 동진 교차로 : 괴강로
- 괴산군 괴산읍 동진 교차로 ~ 괴산 교차로 : 중부로
- 괴산군 괴산읍 괴산 교차로 ~ 음성군 원남면 구안삼거리 : 상경로
- 음성군 원남면 구안삼거리 ~ 소이면 충도삼거리 : 충도로
- 음성군 소이면 충도삼거리 ~ 금고삼거리 : 한불로
- 음성군 소이면 금고삼거리 ~ 한들사거리 : 장금로
- 음성군 소이면 한들사거리 ~ 비산육교 : 소이로
- 음성군 소이면 비산육교 ~ 음성읍 평곡사거리 : 충청대로
- 음성군 음성읍 평곡사거리 ~ 교동사거리 : 시장로
- 음성군 음성읍 교동사거리 ~ 충주시 신니면 대화 교차로 : 용광로
- 충주시 신니면 대화 교차로 ~ 용원 교차로 : 중원대로
- 충주시 신니면 용원 교차로 ~ 노은면 노은삼거리 : 신니 ~ 노은간 도로
- 충주시 노은면 노은삼거리 ~ 노은사거리 : 감노로
- 충주시 노은면 노은사거리 ~ 앙성면 앙성사거리 : 하너미로
- 충주시 앙성면 앙성사거리 ~ 남한강대교 : 앙암로

강원특별자치도
- 원주시 부론면 남한강대교 ~ 법천리 : 앙암로
- 원주시 부론면 법천리 ~ (부귀주유소) : 부귀로
- 원주시 부론면 (부귀주유소) ~ 문막읍 (문막교 동단) : 견훤로
- 원주시 문막읍 (문막교 동단) ~ 건등사거리 : 원문로

## 자동차 전용도로
- 이 도로의 광주광역시 구간 (광산구 본덕동 시계 - 임곡동, 22.1km)은 자동차 전용도로로 지정되어 있다.